# Nestor Burma (série télévisée)
Pour le personnage éponyme, voir Nestor Burma.
Nestor Burma est une série télévisée française en 39 épisodes de 90 minutes créée d'après le personnage éponyme de Léo Malet et diffusée entre le 29 septembre 1991 et le 11 juillet 2003 sur Antenne 2, (puis France 2), RTBF  et la Télévision suisse romande (TSR).
Rediffusée sur M6, elle fait également dès 2005, l'objet d'une rediffusion sur France 2, Direct 8/C8, Paris Première, Jimmy, Réunion 1re et Polar+. Depuis le 20 décembre 2024, l'intégralité est diffusée sur la plateforme gratuite TF1+.

## Synopsis
Cette série met en scène les enquêtes du détective privé Nestor Burma. Les scénarios des premières saisons étaient adaptés des livres de Léo Malet pour ensuite faire place à des scénarios originaux, en raison du succès de la série.

## Distribution
| Interprète        | Personnage                   | Saison/épisode                                         |
| ----------------- | ---------------------------- | ------------------------------------------------------ |
| Guy Marchand      | Nestor Burma                 | Saisons 1 à 8                                          |
| Sophie Broustal   | Hélène Châtelain             | Saison 1 : épisodes 1 et 2                             |
| Natacha Lindinger | Hélène Châtelain             | Saison 1 : épisodes 3 et 4 ; saison 2 : épisodes 1 à 6 |
| Géraldine Cotté   | Hélène Châtelain             | Saison 2 : épisode 7 ; saison 3 ; saison 4 : épisode 1 |
| Jeanne Savary     | Hélène Châtelain             | Saison 4 : épisodes 2 à 4 ; saisons 5 à 8              |
| Pierre Tornade    | Commissaire Florimond Faroux | Saisons 1 à 6                                          |
| Patrick Guillemin | Inspecteur Gérard Fabre      | Saisons 1 à 6                                          |
| Serge Marquand    | Marc Covet                   | Saisons 1 à 2                                          |
| Élisa Servier     | Commissaire Béatrice Niel    | Saisons 6 à 8                                          |
| Claude Brosset    | Roger Zavatter               | Saison 1 : épisodes 1 et 2                             |
| Michel Fortin     | Roger Zavatter               | Saison 1 : épisodes 3 et 4 ; saisons 2 à 6             |
| Serge Dupuy       | Picpus                       | Saisons 6 à 8                                          |

De nombreux acteurs ainsi que de « grands noms » de sitcoms ont fait des apparitions dans la série parmi lesquels :
| Interprète           | Personnage              | Épisode                                         |
| -------------------- | ----------------------- | ----------------------------------------------- |
| Michel Muller        |                         | « Du rébecca rue des Rosiers »                  |
| Bernard Pinet        | Le concierge            | « Panique à Saint-Patrick »                     |
| Charlotte Valandrey  | Maria Kreiska           | « Micmac moche au boul'Mich »                   |
| Dominique Guillo     | Ricardo                 | « Micmac moche au boul'Mich »                   |
| Tonya Kinzinger      | Jennifer 'Jenny' Corbin | « Le soleil naît derrière le Louvre »           |
| Bernard Haller       | Fuetter                 | « Retour au bercail »                           |
| Isabelle Bouysse     |                         | « Drôle d'épreuve pour Nestor Burma »           |
| Mélanie Maudran      | Noémie                  | « Drôle d'épreuve pour Nestor Burma »           |
| Jean-Claude Dreyfus  | Charles Baurenot        | « Brouillard au pont de Tolbiac »               |
| Pierre Deny          |                         | « Poupée russe » et « Les affaires reprennent » |
| Babsie Steger        | Olga                    | « Maquereaux aux vingt planques »               |
| Élisa Tovati         | Omaya                   | « Le cinquième procédé »                        |
| Natacha Amal         | Marianne                | « Boulevard... ossements »                      |
| Jean-Pierre Castaldi | Castagna                | « Du rébecca rue des Rosiers »                  |
| Astrid Veillon       | Laura Morelli           | « En garde, Burma ! »                           |
| Catherine Wilkening  | Éliane Dorset           | « Burma dans l'île »                            |

## Épisodes

### Première saison (1991-1992)
1. Pas de bavards à la Muette (réalisé par Henri Helman) (1)
avec Emmanuel Patron (Barnier-Dechambre), Sophie Aubry (Suzanne)
2. Les Cadavres de la plaine Monceau (réalisé par Claude Grinberg) (2)
avec Nicolas Silberg (Charles Viennot), Nathalie Presles (Noémie/Régine)
3. Corrida aux Champs-Élysées (réalisé par Henri Helman) (3)
avec Serge Marquand (Marc Covet), Georges Claisse (Montférier), Lætitia Gabrielli (Florence Lamour), Jean-René Gossart (Serge Tamirov), Jacques Bonnot (Karl), Gwenola de Luze (Sandra), Bernie Bonvoisin (Rabastens), Antoinette Moya (Lucie Ponceau)
4. Fièvre au Marais (réalisé par Gérard Marx) (4)
avec Jean-Paul Roussillon (Cabirol), Mohamed Camara (réalisateur) (Blackie), Lydia Andréï (Laurence Bertin), Olivia Lancelot (Odette)

### Deuxième saison (1992-1993)
1. Le soleil naît derrière le Louvre (réalisé par Joyce Buñuel) (5)
avec Tonya Kinzinger (Jenny), Jean-Marie Winling (Birikos/Berenson), Janine Souchon (La gardienne)
2. Casse-pipe à la Nation (réalisée par Claude Grinberg) (6)
avec Serge Marquand (Marc Covet), Marc de Jonge (Montholieu), Marie-Christine Rousseau (Violaine), Vanessa Lhoste (Christine), Stanislas Carré de Malberg (Speedy), Anouk Ferjac (Claire), Marie-Noëlle Eusèbe (Stella), Daniel Laloux (Perrin), Anna Miasedova (Geneviève)
3. Du rébecca rue des Rosiers (réalisé par Maurice Frydland) (7)
avec Jean-Pierre Castaldi (Castagna), Vania Vilers (Bachet), Marcel Bluwal (Moshe), Michel Favart (le médecin), Jacques Lalande (Ramovi), Lionnel Astier (Leuvrais)
4. Micmac moche au boul'Mich (réalisé par Henri Helman) (8)
avec Philippe Laudencbach (Professeur Levasseur), Charlotte Valandrey (Maria), Marc Chapiteau (Igor), Dominique Guillo (Ricardo), Noémie Kocher (Yolande)
5. Un croque-mort nommé Nestor (réalisé par Maurice Frydland) (9)
avec Christian Crahay (Albert Buard), Cécile Pallas (Janine Dérogier), Georges Siatidis (Kémal), Jacques Seiler (Georges Terzian), Bernard Yerlès (Paul Grillat), François Beukelaers (Derogier)
6. Des kilomètres de linceuls (réalisé par Joël Séria) (10)
avec Pascal Greggory (Moreno), Florence Geanty (Marylène), Regis Anders (Bonfils), Nathalie Auffret (Aurore), Wilfred Benaïche (Costa)
7. Retour au bercail (réalisé par Pierre Koralnik) (11)
avec Anna Bonaiuto (Laura), Bernard Haller (Fuetter), Simon Eine (Wilfried), Gérard Barray (Dorville), Ludwig Briand (le petit garçon), Noëlla Dussart (Maria), Vanessa Larré (Agnès), William Jacques (le curé)

### Troisième saison (1993-1994)
1. L'Homme au sang bleu (réalisé par Alain Schwarzstein) (12)
avec Anny Romand (Jacqueline), Catherine Alcover (Catherine), Jacques Sereys (Pierre), Isabelle Alexis (Romane), Vincent Winterhalter (Loïc), Max Morel (Robert Poitevin), Roger Lumont (Valembert)
2. Boulevard … ossements (réalisé par Claude Grinberg) (13)
avec Jan Madd (Ivan Gorsky), Natacha Amal (Marianne), Sonia Petrovna (Natacha), Marc Monjou (René Boyer), Jacques François (Rosenthal), Olivier Saladin (Le pompiste)
3. Les Eaux troubles de Javel (réalisé par Alain Bloch) (14)
avec Nelly Alard (Elsa), Sophie Artur (Suzanne), Karin Swenson (Armelle), Jean-Paul Muel (Georges Simon), Hubert Saint-Macary (Julien Floquey), Olivier Granier (Didier), Jean-Pierre Bagot (Giraud), Marie-Dominique Dessez (La Barmaid)
4. Nestor Burma court la poupée (réalisé par Joël Séria) (15)
avec Yolande Folliot (Béatrice Morizot), Marianne Borgo (Martine Chapavin), Daniel Sarky (Pucci)
5. Brouillard au pont de Tolbiac (réalisé par Jean Marbœuf) (16)
avec Otama Ricler (Man li), Jean-Claude Dreyfus (Charles Baurenot), Alain Chevallier (Docteur Couderat), Jean Abeillé (Le Médecin légiste)
6. Nestor Burma et le Monstre (réalisé par Alain Schwarzstein) (17)
avec Sady Rebbot (Bluvette), Marie-Dominique Dessez (Fred), Maria Meriko (Germaine), Stéphane Ferrara (Germinal), Vincent Niclo (Vincent), Didier Lafaye (Le Flic de service), Thierry Ragueneau (Le médecin psychiatre), Jean-Marc Minéo

### Quatrième saison (1994-1995)
1. Nestor Burma dans l'île (réalisé par Jean-Paul Mudry) (18)
avec Féodor Atkine (Sandra Tedeschi), Catherine Wilkening (Eliane Dorset), Bernard Alane (Robert Roy), Maria Mettral (Natalya), Roland Amstutz (Straub), Armen Godel (Inspecteur Chevalley), François Guye (Le violonceliste)
2. Le Cinquième Procédé (réalisé par Joël Séria) (19)
avec Élisa Tovati (Omaya), François-Régis Marchasson (Colonel Bastien), Blanche Raynal (Blanche Farnese), Jacques Zabor (Victor Farnese), Fernand Guiot (Le Préfet), Pierre Forest (Le brancardier), Marc Adjadj (Le Maître d'Hôtel), Samy Naceri (Un truand)
3. Les Paletots sans manches (réalisé par Daniel Losset) (20)
avec Jessica Forde (Marie), Isabelle Renauld (Camille), Franck Desmaroux (Aubert), Alain Rimoux (Docteur Lebusse), Jean-Pierre Durand (Léo), Philippe Gouinguenet (Max), Jean-François Pastout (Le client de Kanine)
4. Nestor Burma en direct (réalisé par Daniel Losset) (21)
avec Laurence Ashley (Angela), Patrick Bauchau (Baxter), Luc Bernard (Dolguet), Kareen Bourjade (Françoise), Pascale Arbillot (Lorraine), Chantal Deruaz (Lydia), Alain Ganas (Duval), Daniel Martin (Chevassus), Jean-Luc Reichmann

### Cinquième saison (1997-1998)
1. Sortie des artistes (réalisé par Philippe Venault) (22)
avec Sylvie Orcier (Emilienne), Aurélien Recoing (Vialar), Thierry de Peretti (Serge), Claude Aufaure (Alexandre), Catherine Erhardy (La Directrice), Jean-Baptiste Martin, Samia Sassi
2. Burma se brûle les ailes (réalisé par Marcel Zemour) (23)
avec Gwénaëlle Simon (Stéphanie), Erick Deshors (Policier IGS), Guy Amram (Boeglin), Marie-Catherine Conti (Emmanuelle), Jean-Paul Bonnaire
3. Drôle d'épreuve pour Nestor Burma (réalisé par Joël Séria) (24)
avec Mélanie Maudran (Noëmie), Fabrice Michel (Louis Cargelo), François Loriquet (Richard Clermont), Isabelle Bouysse (Anabelle)
4. La Plus Noble Conquête de Nestor (réalisé par Philippe Laïk) (25)
avec Marcel Maréchal (Godefroy), Marianne Anska (Xavière), Margot Abascal (Diane), Vincent Solignac (Villard), Hervé Laudière (Lad agresseur), Hervé Falloux (l'assureur), Georges Ser (Chabrier)
5. Poupée russe (réalisé par Philippe Venault) (26)
avec Wioletta Michalczuk (Natacha-Vera), Stéphane Boucher (Roger Barbier), Christophe Odent (Alexis Gorsky), Pierre Deny (Le Présentateur), Natalia Dontcheva (Ludmilla), Nathalie Nattier (La vieille Dame russe), Vincent Schmitt (Igor Karimov), Grégoire Oestermann (Maxime), Olivier Rabourdin (Le Mafioso), David Lowe, Frédéric Sauzay
6. Les affaires reprennent (réalisé par Philippe Venault) (27)
avec Marc Berman (Jérôme Camus), Yves Beneyton (Jean-Marie Portal), Sandrine Caron (Flora Portal), Isabelle Petit-Jacques (Martine Ledoyen), Edgar Givry (Charles Lipinsky), Philippe Dormoy (Nicolas de Garidel), Choukri Gabteni, Gwendoline Hamon, Frédéric Merlo, Tansou

### Sixième saison (1998-2001)
1. En garde, Burma ! (réalisé par Jean Marbœuf) (28)
avec Julie Marbœuf (Véronique Chabrier), Astrid Veillon (Laura), Patricia Malvoisin (Marion), Jean-Luc Moreau (Weller), André Penvern (Palanti), Laurent Gamelon (Maurice), Séverine Vincent (Fanette), Claudine Delvaux (Danièle), Vincent Gauthier (Tom), Maxime Lombard (Quentin), Jacques Chailleux
2. Mise à prix pour Nestor Burma (réalisé par Philippe Niang) (29)
avec Alain Mottet (Comte Ciello), Ronald Guttman (Le Manessier), Laurent d'Olce (Adrien), Rosemarie La Vaullée (Virginie), Gérard Lartigau (Joubert), Audrey Moore (Marina), Jean Dell (Le concierge de l'Hôtel)
3. Burma et la Belle de Paris (réalisé par Philippe Venault) (30)
avec Anne Deleuze (Annie Sérigny), Thiam (Marie-Ange), Philippe Duclos (Fournier), Thomas Jouannet (Charles Sérigny), Jean-Louis Foulquier (Edouard Sérigny), Franck Gourlat (Daniel Dufour), Smaïd Mekki (Mustafa), Guillaume de Tonquédec (Un gendarme), Vincent Nemeth (Beaurenot), François Duval (Gérard Dupuis), Sébastien Thiéry
4. N’appelez pas la police (réalisé par David Delrieux) (31)
avec Delphine Rollin (Laura Da Silva), Micky Sébastian (Coralie Da Silva), Jacques Pater (Claude Burgeon), Patrick Raynal (Charles Da Silva), Guy Amram (Karl Vazac), Antoine Stip (L'Homme blond), Pascal Elso (Le chef d'entreprise), Hervé Falloux (Prêtre à l'enterrement), Franck Beckmann, Laurent Hennequin
5. Panique à Saint-Patrick (réalisé par Jacob Berger) (32)
avec Michel Voïta (Abbé Leguerrec), Alix de Konopka (Madame Pagel), Jean-Luc Porraz (François Colin), Philippe Magnan (Monsieur Condorcet), Jean-Marie Juan (Paul Chabeuil), Raphaël Personnaz (Cédric Condorcet), Thomas Salsmann (Mathieu Pagel), Franck de Lapersonne (Monsieur Charles), Bernard Pinet (Le concierge), Charlotte Véry (La bibliothécaire), Anne Kreis (Madame Condorcet), Camille de Pazzis
6. Atout cœur (réalisé par David Delrieux) (33)
avec Julie Bataille (Nathalie), Valérie Denis (Aline), Erick Desmarestz (Fauconnier), Thierry Heckendorn (Belmonte), Henry Courseaux (Levasseur), Frédérique Tirmont (Catherine Levasseur), Daniel Berlioux (Professeur Varenne), Christian Cloarec (Docteur Charvet), Ludovic Bergery (Leroux), Fily Keita (Agathe), Edéa Darcque (L'antillaise), Arlette Thomas (Mama Rosa)

### Septième saison (2002)
1. Concurrences déloyales (réalisé par Jacob Berger) (34)
avec Olivia Brunaux (Lisa Dardenne), Alexis Loret (David Masson), Noémie Kocher (Viviane Sinclair), Jacques Hansen (François Mureau), Thomas Chabrol (Benjamin Fichet), Michel Albertini (Marc Baumann), Christian Brendel (Arnaud Desbordes), David Gabison (Maurice Imbert), Maïwenn (Jade)
2. Mignonne, allons voir si la chose… (réalisé par Laurent Carceles) (35)
avec Emmanuelle Meyssignac (Pauline Jourdan), Yves Lambrecht (Gilles d'Orfeuil), Mélisandre Meertens (Magali), Valéria Cavalli (Samantha d'Orfeuil), Nicolas Marié (Jean-François Jourdan), André Falcon (Jean-Noël Talbert), Mathias Mlekuz (Max), Charlotte Becquin (Eugénie), Juliette Junot (Clémence)
3. Noblesse désoblige (réalisé par Philippe Venault) (36)
avec Léa Bosco (Louise), Marie Vernalde (Anna Duverger), Jean Barney (Guillaume de Javray), Alain Libolt (Xavier de Javray), Stéphane Brel (Gaëtan), Mathieu Bisson (Bertrand), Jérémie Covillault (Serge Froissard), Franck Adrien (Mathieu), Joséphine de Meaux (Une domestique), Corinne Corson

### Huitième saison (2003)
1. La marieuse était trop belle (réalisé par Laurent Carceles) (37)
avec Valérie Sibilia (Colette Beaulieu), Géraldine Danon (Evelyne Monnier), Olivier Pagès (Gilles Archambaud), Karine Lazard (Marie-Laure Fiducet), Wilfred Benaïche (Monsieur Claude), Marco Bisson (Georges Beaulieu), Eric Franquelin (Martin Laforest)
2. Machinations pour machines à sous (réalisé par Laurent Carceles) (38)
avec Jean-Pierre Kalfon (Charlie Müller), Séverine Ferrer (Laure Müller), Michel Albertini (Paul), Blanche Ravalec (Rose Müller), Philippe Ogouz (Marcel Moreau), Grace de Capitani (Gilda Borelli), Guy Amram (Max), Éric Defosse (Sergio Canetti), Olivia Lancelot (Concierge de Bruce), François Rostain (Patron Bistrot), Benoît Du Pac (Bruce)
3. Maquereaux aux vingt planques (réalisé par Maurice Frydland) (39)
avec Cerise (Solange), Marie Rousseau (Claude Pujol), Fanny Gilles (Marion), Juliette Junot (Amandine), Rémi Martin (Rémy Pujol), Luc Lavandier (Edmond Pujol), Roger Mirmont (commissaire Gallois), Jean-Pierre Michaël (Gilles Romele), Babsie Steger (Olga)

## Commentaires
- Nestor Burma conduit une Peugeot 504 cabriolet phase 2 bleu marine avec intérieur blanc.
- Dans l'épisode Boulevard ossements (saison 3), l'agence du célèbre détective se situe au 157, rue Cardinet.
- Le chanteur Bernard Bonvoisin du groupe Trust apparaît dans l'épisode 3 de la saison 1 ( Corrida aux Champs-Élysées ) et l'animateur de télévision Jean-Luc Reichmann apparaît dans l'épisode 4 de la saison 4 (Nestor Burma en direct).